# Edith L. Tiempo
Edith Lopez Tiempo (ur. 22 kwietnia 1919 w Bayombong w Nueva Vizcaya, zm. 21 sierpnia 2011) – filipińska pisarka i poetka tworząca po angielsku, krytyk literacki.

## Życiorys
Urodziła się 22 kwietnia 1919 roku w Bayombong w prowincji Nueva Vizcaya. W 1940 roku wyszła za mąż za pisarza Edilberta K. Tiempo. W 1947 roku uzyskała tytuł bakałarza w dziedzinie edukacji na Silliman University, a dwa lata później tytuł Master of Arts filologii angielskiej na University of Iowa. Doktoryzowała się w 1958 roku na University of Denver. Podczas studiów w Stanach Zjednoczonych poznała szkołę New Criticism, którą później krzewiła w Filipinach. Wraz z mężem założyła i prowadziła warsztaty pracy twórczej Silliman National Writers’ Workshop w Dumaguete, w których rozwijali się pisarze z całych Filipin.
Pisała po angielsku, łącząc kunsztowną formę z przenikliwą treścią. W swojej twórczości często poruszała współczesne tematy społeczne. Jej poezja pojawiła się w przełomowej antologii poezji filipińskiej Six Filipino Poets pod redakcją amerykańskiego krytyka nurtu nowej krytyki, Leonarda Caspera. Została trzykrotnie laureatką Nagrody Palanca (1951, 1955, 1967). W 1999 roku, jako pierwsza kobieta, została wyróżniona filipińskim tytułem National Artist for Literature (pol.: „artysta narodowy w dziedzinie literatury”).
Zmarła 21 sierpnia 2011 roku.

## Twórczość
Za źródłem:

### powieści
- 1978: A Blade of Fern
- 1979: His Native Coast
- 1992: The Alien Corn
- 1995: One, Tilting Leaves
- 2004: The Builder

### poezja
- 1966: The Tracks of Babylon and Other Poems
- 1993: The Charmer’s Box and Other Poems
- 1993: Beyond, Extensions
- 2010: Marginal Annotations and Other Poems
- 2010: Commend Contend/Beyond Extensions

### inne
- 1964: Abide, Joshua, and Other Stories – zbiór opowiadań
- 2004: Six Uses of Fictional Symbols – podręcznik do pisania
- 2008: Six Poetry Formats and the Transforming Image – podręcznik do pisania